# Burg Backnang

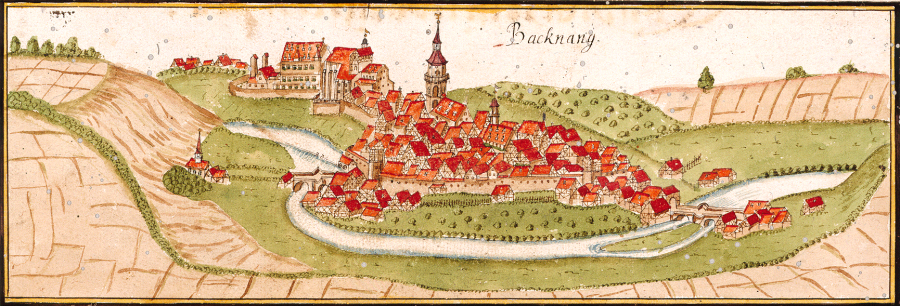
Zwei Türme der Burg Backnang bei Andreas Kieser (links neben dem Schickhardt-Schloss)

Die Burg Backnang befand sich einst auf dem Burgberg (heute auch Stiftsberg, früher oft Schlossberg genannt), einem etwa 30 Meter hohen Muschelkalkfelsen in der Backnanger Innenstadt. Nach Norden fällt der Berg steil zur Murr hin ab und ist bewaldet. Das Gebiet ist heute weitgehend modern überbaut.

## Beschreibung
Von der ehemaligen Burg ist heute noch ein Zwinger vorhanden, welcher die Burg einst gegen die Bergseite hin schützte. Dieser gemauerte Zwinger durchschneidet wie ein Halsgraben den Burgberg und wird an seinem südlichen Ende von einer zweibogigen Brücke überspannt. Heute befindet sich in dem Zwinger ein öffentlicher Kinderspielplatz. Die auch heute noch mächtige Stadtmauer am Backnanger Schloss (heute Amtsgericht) und an der Stiftskirche Sankt Pankratius könnte noch Reste der Burg enthalten.

## Geschichte
Über die Ursprünge der Burg und die Erbauer ist so gut wie nichts bekannt. Sicherlich handelt es sich bei dem Burgberg um den ältesten Teil der Stadt. Matthäus Merian übernahm die von Martin Crusius aufgestellte Behauptung, dass der Ortsadlige Freiherr Rudolf von Weissach Backnang mit einer Mauer umgeben habe. Nach den Annalen von Crusius soll dies um das Jahr 910 geschehen sein. Weiterhin habe Rudolf von Weissach seine Güter dem Augustiner-Chorherrenstift vermacht. Allerdings ist diese Behauptung nicht sicher belegt und widerspricht auch den erhaltenen Urkunden. Erstmals urkundlich erwähnt wurde Backnang im Jahre 1067. Zu der Zeit gehörte Backnang zum Machtbereich der hochadligen Hessonen, welche ursprünglich aus dem Sülchgau kamen und um 1025 in Backnang ansiedelten. Später bauten die Hessonen auch die Burg Wolfsölden. Als Judith von Backnang im Jahre 1111 den Markgrafen Hermann II von Baden heiratete, kam Backnang als Mitgift in den Besitz des ebenfalls hochadligen Hauses Baden. Die Hessonen zogen sich auf ihre Burg nach Wolfsölden zurück. Die Markgrafen von Baden errichteten 1116 neben ihrer Burg das Augustiner-Chorherrenstift mit der Stiftskirche. Außerdem wurde Backnang zur Stadt erhoben. Es entwickelte sich zu einem wichtigen Machtzentrum des Hauses Baden, ehe dieses um 1300 durch das Haus Württemberg abgelöst wurde. Die württembergischen Herzöge residierten nur noch selten in Backnang und nutzten Burg nur noch für Jagdausflüge. Die Burg Backnang blieb jedoch bis ins frühe 17. Jahrhundert erhalten. Heinrich Schickhardt beschrieb die Burg und erwähnte einen viereckigen Bergfried, welcher nah am Zwinger stand. Der Bergfried bestand aus vier Stockwerken. Während die unteren drei Geschosse aus Stein waren, bestand der oberste Teil aus Holz. Heinrich Schickhardt erhielt schließlich den Auftrag für einen Neubau, für den die alte Burg größtenteils abgerissen wurde. Der Neubau wurde 1606 in Angriff genommen, allerdings gingen die Bauarbeiten nur schleppend voran. Aufgrund des Dreißigjährigen Krieges wurden die Bauarbeiten eingestellt. In dem unvollendeten Gebäude befindet sich heute das Amtsgericht. Der Bergfried überstand noch den ersten großen Stadtbrand im Dreißigjährigen Krieg. Zwei Türmchen der Burg blieben noch kurzzeitig erhalten und sind bei Andreas Kiesers Stadtansicht von Backnang zu sehen. Im Pfälzischen Erbfolgekrieg brannte der Bergfried beim zweiten großen Stadtbrand 1693 ab. Grundmauern des Bergfrieds blieben auch noch länger vorhanden. 1705 und 1706 wurden die letzten Reste abgetragen.